# Comando Occidental de la Luftwaffe
El Comando Occidental de la Luftwaffe (Luftwaffen-Kommando West) fue una unidad de la Luftwaffe durante la Segunda Guerra Mundial.

## Historia
Se formó el 28 de septiembre de 1944 en Mannheim-Sandhofen, a partir de la 3.ª Flota Aérea y subordinada directa de la Flota Aérea del Reich, pero el 1 de abril de 1945 se hizo cargo de toda el área suroccidental de Alemania y quedó bajo el mando de la 6.ª Flota Aérea.

## Comandantes
- Teniente General Alexander Holle (28 de septiembre de 1944 - 15 de noviembre de 1944)
- Teniente General Josef Schmid (16 de noviembre de 1944 - 27 de abril de 1945)
- Teniente General Martin Harlinghausen (28 de abril de 1945 - 8 de mayo de 1945)

### Jefes de Estado Mayor
- Coronel Hans Wolters (septiembre de 1944 - marzo de 1945)
- Coronel Heinrich Wittmer (marzo de 1945 - mayo de 1945)

## Bases
| 28 de septiembre de 1944 - 30 de septiembre de 1944 | Mannheim-Sandhofen |
| 30 de septiembre de 1944 - abril de 1945            | Dehrn/Limburg      |

## Orden de Batalla
Controlando las siguientes unidades durante la guerra
- II Cuerpo de Caza – (septiembre de 1944 – enero de 1945)
- 3.ª División Aérea – (octubre de 1944 - ?)
- 14.ª División Aérea – (26 de enero de 1945 – 1 de abril de 1945)
- 15.ª División Aérea – (26 de enero de 1945 – 1 de abril de 1945)
- 16.ª División Aérea – (26 de enero de 1945 – 8 de mayo de 1945)
- 5.ª División de Caza – (octubre de 1944 – 26 de enero de 1945)
- 7.ª División de Caza – (1 de abril de 1945 – mayo de 1945)
- V Comando Administrativo Aéreo – (abril de 1945)
- VI Comando Administrativo Aéreo – (febrero de 1945 – abril de 1945)
- VII Comando Administrativo Aéreo – (marzo de 1945 – mayo de 1945)
- III Cuerpo Antiaéreo – (septiembre de 1944 – mayo de 1945)
- IV Cuerpo Aéreo – (septiembre de 1944 – mayo de 1945)
- VI Cuerpo Antiaéreo – (febrero de 1945 – mayo de 1945)
- 16.ª División Antiaérea – (noviembre de 1944 – febrero de 1945)
- 18.ª Brigada Antiaérea – (febrero de 1945)